# Maggieknockater
Maggieknockater est une localité de Moray, en Écosse.
L'école a été fermée dans les années 1960, et l'église a été transformée en habitation au début des années 1970. Le village a donné son nom à une danse folklorique écossaise, « The Bees of Maggieknockater »,,.